# Cabeza del Buey
Cabeza del Buey é um município da Espanha na comarca de La Serena, província de Badajoz, comunidade autónoma da Estremadura, de área 475,1 km². Em 2021 tinha 4 732 habitantes (densidade: 10 hab./km²).

## Demografia
| Variação demográfica do município entre 1991 e 2004 [carece de fontes?] | Variação demográfica do município entre 1991 e 2004 [carece de fontes?] | Variação demográfica do município entre 1991 e 2004 [carece de fontes?] | Variação demográfica do município entre 1991 e 2004 [carece de fontes?] |
| ----------------------------------------------------------------------- | ----------------------------------------------------------------------- | ----------------------------------------------------------------------- | ----------------------------------------------------------------------- |
| 1991                                                                    | 1996                                                                    | 2001                                                                    | 2004                                                                    |
| 6435                                                                    | 6222                                                                    | 5897                                                                    | 5691                                                                    |